# Vírus da Síndrome Reprodutiva e Respiratória dos Suínos
O vírus da síndrome reprodutiva e respiratória dos  suínos, (vírus PRRS), é um vírus que causa uma doença de suínos, também conhecida como doença do porco de orelha azul- (em chinês, zhū láněr bìng 豬藍耳病). O vírus PRRS foi designado a doença mais significativa  economicamente para suínos, custando os produtores na América do Norte $ 600 milhões dollares anualmente em tratamentos médicos.

## História
O vírus PRRS emergiu na década de 1980, e a síndrome atinge porcos em todo o mundo, causando doença, morte e aborto.
Em 2016, os biólogos da Universidade de Missouri, foram uma das primeiras equipes a desenvolver o método CRISPR/Cas9 para a aplicação comercial agrícola para produzir porcos resistentes à infecção